# Ikram Rharsalla
Ikram Rharsalla (* 2. Dezember 1995) ist eine spanische Leichtathletin, die sich auf den Langstreckenlauf spezialisiert hat.

## Sportliche Laufbahn
Erste internationale Erfahrungen sammelte Ikram Rharsalla bei den 2025 erstmals ausgetragenen Straßenlauf-Europameisterschaften in Löwen, bei denen sie nach 1:14:35 h auf den 19. Platz im Halbmarathon gelangte und in der Teamwertung die Bronzemedaille hinter den Teams aus Belgien und Italien gewann. Bereits 2023 startete sie bei den Berg- und Traillauf-Weltmeisterschaften in Innsbruck und landete dort nach 5:33:06 h auf dem 24. Platz im Trail Short.

## Persönliche Bestleistungen
- 10-km-Straßenlauf: 32:49 min, 12. Januar 2025 in Valencia
- Halbmarathon: 1:11:05 h, 26. Januar 2025 in Sevilla
- Marathonlauf: 2:28:37 h, 23. Februar 2025 in Sevilla